# Micromus timidus
Micromus timidus is een insect uit de familie van de bruine gaasvliegen (Hemerobiidae), die tot de orde netvleugeligen (Neuroptera) behoort. 
Micromus timidus is voor het eerst wetenschappelijk beschreven door Hagen in 1853.